# Carmen Babiano Méndez-Núñez
Carmen Babiano Méndez-Núñez (Santiago, 1852 - Pontevedra, 1914) fue una pintora gallega correspondiente al movimiento realista de finales del siglo XIX.

## Reseña biográfica
Era hija de José Babiano Rodríguez, coronel del ejército, y de María del Carmen Clara Méndez Núñez, hermana del célebre almirante Casto Méndez Núñez. Siendo muy niña se trasladó a vivir a Pontevedra con sus padres al domicilio de su tía Soledad que residía en un magnífico palacete. Rodeada de un ambiente cultural y siendo partícipe de las múltiples reuniones y tertulias que se celebraban en su hogar, a las que acudían los personajes más relevantes de la época en los ámbitos de la política, cultura, etc., Carmen pronto destacó como una pintora con mucha proyección de futuro. Su talento fue fomentado por sus padres que le procuraron clases de pintura con el pintor catalán Ramón Vives, el cual se encontraba destinado en el Instituto de Pontevedra.
Participó en varias exposiciones con éxito notable. Su obra destaca por su realismo, aunque carece de un estilo propio. Aparte del óleo se dedicó al dibujo, realizando espléndidos cuadros de la vida cotidiana que fueron publicados en algunas revistas. Fue colaboradora de la revista La Ilustración Gallega y Asturiana.
En 1883 se casó con el médico Víctor Mendoza Múñoz, momento en el que antepondría el apellido Mendoza al de Méndez-Núñez, por lo que en algunos círculos se la conoce como Carmen Babiano Mendoza. A partir de ese año abandonaría la pintura para dedicarse a las tareas de una ama de casa, aunque su hogar seguiría abierto a lo más florido de la cultura pontevedresa. Por ese salón pasaron, entre otros, el pintor Carlos Sobrino, la escritora Emilia Pardo Bazán, el músico Manuel Quiroga Losada, el arqueólogo Casto Sampedro o los hermanos Muruais.
Murió dejando un legado artístico que consta de más de 100 obras pictóricas que hoy se conservan en el Museo de Pontevedra.

## Trabajos

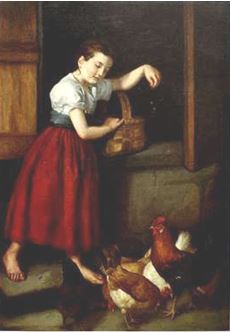
Niña dando de comer a unas gallinas

En 1875 participó en la exposición regional de Galicia y Juegos Florales de Pontevedra, donde obtuvo la medalla de bronce con un Ecce Homo. En 1878, en la Coruña, presentó un retrato de su tío, el almirante Méndez Núñez. En 1880 presentó en Pontevedra el cuadro titulado Niña dando de comer a unas gallinas (As pitas), donde destaca el realismo que caracteriza su obra.
Realizó muchos dibujos, bocetos anatómicos, paisajes, bodegones. Desarrolló una temática muy variada en su obra, manteniéndose siempre dentro de un realismo casi fotográfico.